# バーチャル・プロレスリングシリーズ
『バーチャル・プロレスリングシリーズ』（VIRTUAL PRO-WRESTLING SERIES）は、株式会社アキ（現・シンソフィア）が開発しアスミック・エースエンタテインメントおよびTHQから発売された3Dプロレス対戦格闘ゲームシリーズである。
快適な操作性とレスラーの繰り出せる技の種類が豊富な点が特徴である。日本だけでなく北米・欧州でも発売されている。
『WCW vs. nWo WORLD TOUR』以降はWCWやWWFのレスラーが実名で登場しており、特に海外において高い評価・売り上げをあげている。
日本では『バーチャル・プロレス2 〜王道継承〜』（全日本プロレス公認）の評価が特に高い。
『WWF WRESTLEMANIA 2000』以降はレスラーのエディット機能を搭載しており、自由度の高いオリジナルレスラーを作成し、各モードで出場させることが出来ることから、このシリーズの新たな特徴となった。
開発した株式会社アキはバーチャル・プロレスリングシリーズとは直接関係のない『キン肉マン』シリーズのゲームにも『バープロ』のエッセンスを込めたと発言していることから、その後に制作するDef Jamシリーズやクロヒョウシリーズなどにおいても継承されるグラップリングシステムの礎を、このシリーズで築いたと言える。

## シリーズ

### PlayStation用
| タイトル名                 | プラットフォーム | 発売地域 | 開発会社           | 発売日        |
| -------------------------- | ---------------- | -------- | ------------------ | ------------- |
| バーチャル・プロレスリング | PlayStation      | 日本     | ザ・マン・ブリーズ | 1996年9月13日 |
| WCW vs. THE WORLD          | PlayStation      | 海外     | ザ・マン・ブリーズ | 1997年2月28日 |

### 任天堂ハード用
| タイトル名                         | プラットフォーム   | 発売地域 | 開発会社     | 発売日         |
| ---------------------------------- | ------------------ | -------- | ------------ | -------------- |
| WCW vs. nWo WORLD TOUR             | NINTENDO 64        | 海外     | 株式会社アキ | 1997年11月28日 |
| バーチャル・プロレスリング64       | NINTENDO 64        | 日本     | 株式会社アキ | 1997年12月19日 |
| WCW vs nWo REVENGE                 | NINTENDO 64        | 海外     | 株式会社アキ | 1998年10月26日 |
| WWF WRESTLEMANIA 2000              | ゲームボーイカラー | 海外     | ナツメ       | 1999年11月     |
| WWF WRESTLEMANIA 2000              | NINTENDO 64        | 海外     | 株式会社アキ | 1999年11月16日 |
| WWF WRESTLEMANIA 2000              | NINTENDO 64        | 日本     | 株式会社アキ | 2000年9月15日  |
| バーチャル・プロレス2 〜王道継承〜 | NINTENDO 64        | 日本     | 株式会社アキ | 2000年1月27日  |
| WWF No Mercy                       | NINTENDO 64        | 海外     | 株式会社アキ | 2000年11月14日 |